# La corsa più pazza del mondo 2
La corsa più pazza del mondo 2 (Speed Zone!) è un film statunitense-canadese del 1989 diretto da Jim Drake. 

## Trama
Prima che inizi la Cannonball, una importante gara automobilistica illegale, tutti i concorrenti vengono arrestati per ordine del capo della polizia Spiro T. Edsel, desideroso di fare carriera politica. A questo punto gli sponsor devono trovare al più presto altri piloti.
Valentino Rosatti si ritrova nella sua Lamborghini Countach il poliziotto Jack O'Neill che aveva origliato una sua telefonata al distretto di polizia; il timido Charlie Cronan guida per conto del cinico e prepotente ex compagno di classe Leo Ross una BMW con dentro Tiffany, la fidanzata di Leo, e tra i due nasce subito una storia; lo sceicco già partecipante delle precedenti edizioni si ritira dopo essersi invaghito di una prosperosa cameriera; due neolaureate, Lea e Margaret, seducono un ricco uomo d'affari allo scopo di procurarsi un'auto e dimostrare la validità della loro invenzione, un sistema per avvisare l'autista della presenza di problemi o volanti della polizia; l'inglese Alec Stewart partecipa accompagnato da Vic DeRubis, esattore dello strozzino a cui Stewart deve una montagna di denaro; i milionari fratelli Van Sloan corrono per sfizio, ma barano andando in aereo a Las Vegas per divertirsi e poi fare meno della metà della gara; Charlie e Tiffany ricevono un messaggio tramite Carl Lewis, che corre loro dietro per miglia prima di raggiungerli; Jack e Valentino passano non poche vicissitudini che li vedono contrapposti a DeRubis e Stewart, non ultima la semidistruzione della Lamborghini.
Intanto, il capo Spiro T. Edsel, venuto a sapere che la corsa si sta svolgendo comunque, decide di scatenare una vera caccia all'uomo: per inseguire DeRubis e Stewart che hanno rubato un'autopattuglia, prende la loro Jaguar vincendo addirittura la corsa al posto loro. In cambio della vittoria, verrà colpito in faccia dall'uomo della Lamborghini sbagliata, che ha visto solo la Jaguar ma non gli occupanti. Valentino decide di mettersi in società con Jack mollando il cugino Donato nei guai; Charlie e Tiffany iniziano una storia; Alec convince Vic, con cui ha diviso a metà il premio, a mettersi in affari con lui; Lea e Margaret decidono di restare e cominciano ad interessarsi ai giovani surfisti; due giornalisti che hanno litigato per tutta la strada seguendo i corridori si dichiarano e si baciano.

## Curiosità
- Dei due film precedenti, l'unico attore rimasto è Jamie Farr nella parte dello sceicco che ogni volta finanzia la corsa e corre senza vincere mai.
- Questo film contiene l'ultima apparizione dell'attore Lee Van Cleef.
- Il titolo italiano del film é fuorviante, poiché il film a La corsa più pazza d'America e al suo seguito, e non a La corsa più pazza del mondo.
- * In alcune edizioni estere é intitolato Cannonball Run 3, titolo originale dei suoi predecessori, oppure Cannonball Fever.

## Prequel
- La corsa più pazza d'America
- La corsa più pazza d'America n. 2